# Плейнфілд (Огайо)
Плейнфілд (англ. Plainfield) — селище (англ. village) в США, в окрузі Кошоктон штату Огайо. Населення — 141 особа (2020).

## Географія
Плейнфілд розташований за координатами 40°12′18″ пн. ш. 81°43′6″ зх. д. / 40.20500° пн. ш. 81.71833° зх. д. (40.205130, -81.718212).  За даними Бюро перепису населення США в 2010 році селище мало площу 1,06 км², уся площа — суходіл.

## Демографія
Згідно з переписом 2010 року, у селищі мешкало 157 осіб у 69 домогосподарствах у складі 46 родин. Густота населення становила 148 осіб/км².  Було 76 помешкань (72/км²).
Расовий склад населення:
| - 96,8 % — білих - 0,6 % — чорних або афроамериканців |

До двох чи більше рас належало 2,5 %. Частка іспаномовних становила 0,0 % від усіх жителів.
За віковим діапазоном населення розподілялося таким чином: 19,1 % — особи молодші 18 років, 62,4 % — особи у віці 18—64 років, 18,5 % — особи у віці 65 років та старші. Медіана віку мешканця становила 50,5 року. На 100 осіб жіночої статі у селищі припадало 96,2 чоловіків;  на 100 жінок у віці від 18 років та старших — 95,4 чоловіків також старших 18 років.
Середній дохід на одне домашнє господарство  становив 60 500 доларів США (медіана — 55 833), а середній дохід на одну сім'ю — 70 083 долари (медіана — 61 250). Медіана доходів становила 61 250 доларів для чоловіків та 30 938 доларів для жінок. За межею бідності перебувало 11,0 % осіб, у тому числі 19,4 % дітей у віці до 18 років та 9,1 % осіб у віці 65 років та старших.
Цивільне працевлаштоване населення становило 75 осіб. Основні галузі зайнятості: виробництво — 30,7 %, транспорт — 17,3 %, роздрібна торгівля — 13,3 %.